# چارلز مونی
چارلز مونی (انگلیسی: Charles Mooney؛ زادهٔ january ۲۷, ۱۹۵۱ (۷۴ سال)) ورزشکار بوکس اهل ایالات متحده آمریکا است.
وی در مسابقات کشوری و بین‌المللی در مجموع برندهٔ ۱ مدال نقره شده‌است.